# Гопаноиды

Гопен, известный также как диплоптен

Холестерин

Гопаноиды — естественные  пентациклические соединения (содержащие пять алифатических колец), основанные на химической структуре гопана.  Первый известный терпеноид данного класса, гидроксигопанон (hydroxyhopanone), был выделен двумя химиками Лондонской национальной галереи при химическом анализе даммаровой смолы, используемой в живописи в качестве лака. Название «гопан» происходит от названия рода растений Hopea, из которых получалась смола, а он, в свою очередь, назван   по имени шотландского ботаника Джона Хоупа. В дальнейшем гопаноиды были обнаружены в природе в большом количестве в различных бактериях и других примитивных организмах. Некоторые гопаноиды обнаруживаются в резервуарах с горючим, где они используются как биологические маркеры.  Гопаноиды не обнаружены в составе архей.

## Биологическая роль
Гопаноиды изменяют такие свойства клеточной мембраны, как вязкость и структура липидных микродоменов, изменяя проницаемость, жёсткость и другие характеристики мембран у бактерий, аналогично тому, как стерины (например холестерин) изменяют свойства мембран эукариотов. Зависимость между биохимической структурой и клеточной функцией проще всего рассмотреть на примере диплоптена (diploptene), гопаноида в мембранах некоторых бактериальных клеток, и холестерина, стерола эукариотических мембран. У многих бактерий гопаноиды изменяют проницаемость клеточной мембраны в ответ на различные экстремальные внешние воздействия. Они образуются в  гифах (спороносных структурах) почвенной бактерии Streptomyces, благодаря чему минимизируется утечка влаги в атмосферу. У актиномицеты Frankia гопаноиды в мембранах ограничивают поступление кислорода, увеличивая плотность липидного бислоя.

## Гопаноиды в палеобиологии
Гопаноиды, вероятно, наиболее часто встречающиеся природные продукты на земле, они присутствуют в органическом веществе всех осадков, независимо от их возраста, происхождения или природы и поэтому являются полезными биомаркерами различных окаменелостей в палеонтологии и геологии.
Гопаноиды, включая 2-альфа-метилгопан, из фотосинтетических бактерий (цианобактерий) были открыты Роджером Саммонсом и его сотрудниками в окаменелостях возрастом 2,7 млрд. лет в регионе Пилбара в Австралии. Пристутствие в этих породах большого количества 2-альфа-метилгопана свидетельствует о том, что кислородный фотосинтез существовал уже 2,7 млрд. лет назад, задолго до «кислородной катастрофы». Тем не менее, было показано, что Geobacter sulfurreducens может синтезировать различные гопанолы (хотя и не 2-альфа-метилгопан) в жёстко анаэробных условиях.